# Азербайджан гадыны
«Азербайджан гадыны» (азерб. Azərbaycan Qadını, в переводе — «Женщина Азербайджана») — азербайджанский женский журнал. Журнал был основан в 1923 году и до 1938 года носил название «Шарг гадыны» (азерб. Şərq qadını - «Женщина Востока»). «Шарг гадыны» был первым журналом в Азербайджане, который выступал за права женщин и распространял идеи свободы среди женщин. Журнал был главным печатным органом азербайджанского «Женотдела».

## История

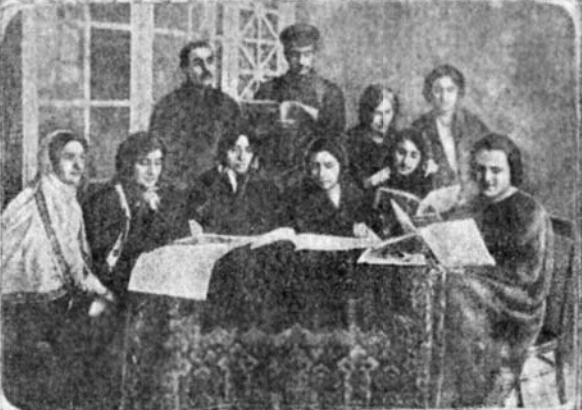
Активисты и члены первой редакции журнала

Первый номер издания вышел в свет в ноябре 1923 года, когда в результате массового движения, направленного на раскрепощение женщин и вовлечения их в широкую общественную деятельность и труд, было принято постановление об учреждении журнала «Шарг гадыны» («Женщина Востока») — первого на мусульманском Востоке периодического издания, посвященного насущным проблемам своих современниц.
Журнал был основан по решению Центрального Комитета Азербайджанской Коммунистической (большевистской) Партии от 2 июля 1923 года.
Первый номер состоял из 40 страниц, вышел тиражом в 1000 экземпляров.
Начало издания журнала «Шарг гадыны» стало знаменательным событием в истории женского движения в Азербайджане.
В 20-х гг его редактором стала одна из первых азербайджанских революционерок Айна Султанова.
Журнал сыграл важную роль в формировании литературно-художественной мысли, развитии культуры, появлении писателей и публицистов среди женщин. Шафига Эфендизаде, Мирварид Дильбази, Нигяр Рафибейли, Алевия Бабаева, Халида Гасилова, Азиза Джафарзаде, Ханымана Алибейли и другие впервые опубликовали здесь ряд своих первых произведений.

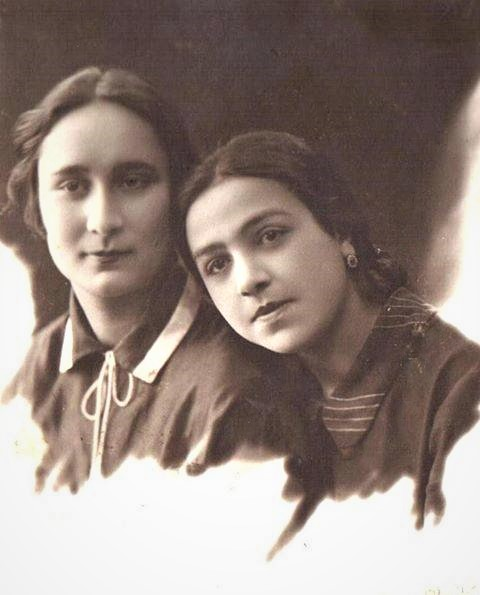
Редактор журнала Г. Гадирбекова (слева) и ответственный секретарь Пери Гасанова, 1935 год

Поэтому в 1938 году «Шарг гадыны» был переименован в «Азербайджан гадыны», сосредоточив внимание на проблемах республиканского масштаба, не прекращая при этом публикацию материалов и на международные темы. Под этим названием он регулярно выходит по сей день (исключение составили периоды с 1940 по 1951 и с 2001 по 2009), охватив на протяжении своего почти векового существования все важнейшие и знаковые события и став историческим изданием.
Первые номера издания печатались арабской графикой. В последующих изданиях можно наблюдать постепенный переход к латинскому алфавиту, затем к кириллице, а с 1990-х гг, после восстановления независимости Азербайджана — к современному алфавиту на основе латинской письменности.
Начиная с 2009 года журнал выходит в свет ежеквартально в двух версиях — на азербайджанском и русском языках.

## Наши дни
Возрождение журнала в постсоветский период открывает новую страницу его биографии. С 1997 года его главным редактором является заведующая отделом по вопросам гуманитарной политики Администрации Президента Азербайджана Фатма Абдуллазаде.
С 2009 года функционирует официальный сайт журнала. Архив всех номеров издания хранится в Азербайджанской национальной библиотеке имени М. Ф. Ахундова. Архивная копия от 26 июня 2014 на Wayback Machine

## Авторы
С момента создания журнала с ним сотрудничали многие известные деятели азербайджанской литературы, в числе которых Мамед Саид Ордубади, стоявший у истоков его основания. На страницах издания печатались рассказы и повести Мир Джалала, Мирзы Ибрагимова, Ильяса Эфендиева, стихи Самеда Вургуна, Расула Рзы, Нигяр Рафибейли, Мирварид Дильбази, произведения многих других выдающихся азербайджанских поэтов и писателей.

## Главные и ответственные редакторы
- 1931 № 7—8 — 1936 ответственный редактор Гюляра Гадирбекова (писала под псевдонимом Кейлюгызы) (Gülarə Köylüqızı)
- 1937 № 1—12 ответственный редактор Гюляра Гадирбекова (Gülarə Qədirbəyova)
- 1937 № 13 ответственный редактор Х.Солтанова (H.Soltanova)
- 1937 № 15 — 1938 ответственный редактор Захра Керимова (Zəhra Kərimova)
- 1938 с № 13 ответственный редактор Барат Керимова (Barat Kərimova)
- 1940 ответственный редактор Зулейха Алиева (Züleyxa Əliyeva)
- 1951—1961 ответственный редактор Р.Зейналова (R.Zeynalova)
- 1962 с № 7 и. о. редактора А.Бабаева (Ə.Babayeva)
- 1962 c № 10 редактор Шафига Агаева (Şəfiqə Ağayeva)
- 1972—1996 главный редактор Халида Хасилова (Xalidə Hasilova)
- 1997 — по настоящий момент главный редактор Фатма Абдуллазаде (Fatma Abdullazadə)

## Ответственные секретари редакции
1934 — 1937 гг. Гасанова Пери. Подписывала номера также под фамилией Гасанзаде. После замужества приняля фамилию Алиева. В 1976-2010 годах ответственным секретарем журнала был Мамедов Сабир Сулейман оглы Sabir Gəncəli.